# Бекс, Петер Ян
Петер Ян Бекс (нидерл. Peter Jan Beckx, фр. Pierre-Jean Beckx; 8 февраля 1795, Фламандский Брабант — 4 мая 1887, Рим) — генерал Общества Иисуса (иезуиты), двадцать второй по счёту глава ордена и четвёртый после его восстановления в 1814 году.

## Биография
Петер Ян Бекс родился 8 февраля 1795 года в Зихеме (Фламандский Брабант) в бедной семье. Он был единственным выжившим ребёнком в семье, его брат и сестра умерли во младенчестве. При помощи благотворителей окончил школу в городе Арсхот. В 1815 году поступил в семинарию в Мехелене, после окончания был рукоположён в священники 6 марта 1819 года и назначен в приход Уккела. Через 8 месяцев он покинул епархиальный приход и вступил в Общество Иисуса в Хильдесхайме. После периода новициата в течение трёх лет изучал теологию, за этот период в совершенстве овладел немецким языком.
В 1825 году герцог и герцогиня Ангальт-Кётена обратились в католицизм и попросили у иезуитов прислать им придворного капеллана. Бекс был назначен на эту должность и переехал в Кётен, где за короткий период обратил в католическую веру более 200 человек. После смерти герцога в 1830 году Бекс отправился в Вену, где долгое время был единственным иезуитом. Вскоре его активная деятельность и пламенные проповеди принесли ему известность, генерал ордена Ян Ротан поручил ему от имени ордена вести переговоры об открытии иезуитских школ в Граце, Инсбруке и Линце.
В 1842 году переехал в Рим, где несколько лет углублял образование, изучая каноническое право. В 1848 году был послан на родину, где возглавил иезуитский колледж в Лёвене, однако руководство ордена решило, что Бекс более ценен для Общества в Австрии, где иезуиты сталкивались с серьёзными трудностями. В 1852 году Бекс вернулся в австрийскую столицу уже в качестве главы провинции.
В июне 1853 года на Генеральной конгрегации ордена Петер Ян Бекс был избран двадцать вторым генералом ордена вместо Яна Ротана, скончавшегося за месяц до этого.
Годы, когда Петер Ян Бекс руководил Обществом Иисуса оказались для иезуитов весьма сложными. В 1858 году они были изгнаны из Испании, годом позже из Королевства Обеих Сицилий. В 1872 году иезуиты подверглись репрессиям в Германии, в 1880 году во Франции и французских колониях. В 1873 году иезуиты оказались вынужденными покинуть и Рим, Бекс перенёс свою резиденцию во Фьезоле, где она пребывала до 1895 года. Несмотря на гонения иезуиты под руководством Бекса не прекращали миссионерскую деятельность, были основаны новые миссии на Кубе (1853 год), в Колумбии (1858 год), Филиппинах (1859 год), Мадагаскаре (1861 год), Австралии (1882 год) и других местах.

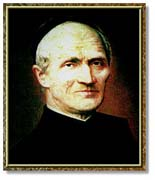
Петер Ян Бекс

Ян Петер Бекс уделял большое внимание интеллектуальной и издательской деятельности ордена. При нём были основаны журналы «The Month» (Лондон, 1864), «Etudes» (Париж, 1865), «Stimmen aus Maria-Laach» (Германия, 1865) и некоторые другие.
В 1883 году Бексу было 88 лет, 30 из которых он провёл на посту генерала Общества. В связи с плохим состоянием здоровья по его инициативе была созвана Генеральная конгрегация, на которой швейцарец Антон Андерледи был избран Генеральным викарием ордена и стал его фактическим главой. Бекс сохранил за собой титул Генерала, но полностью отошёл от дел. Умер он четырьмя годами позже в Риме в возрасте 92 лет.
Тридцатилетний срок Бекса стало третьим по продолжительности в истории иезуитов. Период пришёлся на бурные события второй половины XIX века, сильно изменившие ситуацию в Европе и в Католической церкви. Во многом благодаря грамотному руководству Бекса Общество сумело в трудные времена не только выжить, но и развиваться, основывая новые провинции и миссионерские пункты. Главный теологический труд Яна Петера Бекса «Der Monat Maria», изданный в 1838 году в Вене выдержал более 30 изданий в Германии и был переведён на многие языки мира.